# Wallaba metallica
Wallaba metallica är en spindelart som beskrevs av Cândido Firmino de Mello-Leitão 1940. Wallaba metallica ingår i släktet Wallaba och familjen hoppspindlar. Inga underarter finns listade i Catalogue of Life.